# Bashaw (Alberta)
Bashaw es un pueblo canadiense situado en la provincia de Alberta.

## Superficie
Bashaw tiene una superficie de 2,72 km².

## Demografía
En 2021, tenía 848 habitantes, una densidad poblacional de 311,9 hab./km², y 415 viviendas.